# Evan Taubenfeld

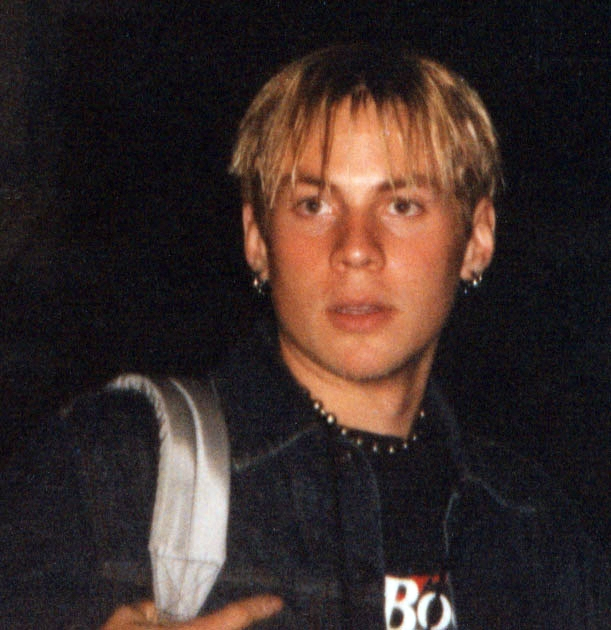
Evan Taubenfeld, 2003

Evan David Taubenfeld (* 27. Juni 1983 in Baltimore, Maryland) ist ein US-amerikanischer Musiker. Er spielte u. a. als Gitarrist für Avril Lavigne.

## Karriere
Seit seinem Ausstieg aus Avril Lavignes Band 2004 arbeitet Taubenfeld an einem eigenen Album mit seiner neuen Band The Black List Club. Es wurde im Mai 2010 veröffentlicht. Auf dem Album sind ausschließlich von Evan geschriebene und gesungene Songs zu hören. Außerdem spielt er, wie auch schon auf Lavignes Alben Let Go und Under My Skin, Gitarre. Trotz seines Ausstiegs bei Lavigne arbeiteten die beiden weiter zusammen und schrieben gemeinsam vier der Lieder ihres Albums The Best Damn Thing. Auch bei Avrils neuem Album Goodbye Lullaby hat Evan in vielen Liedern mitgewirkt.

## Familie
Evan David Taubenfeld ist der älteste Sohn von Ami und Mark Taubenfeld. Er hat noch einen jüngeren Bruder, Drew (geboren 1985), und eine jüngere Schwester, Amy (geboren 1991).
Evan wohnte während seiner Zeit als Avrils Gitarrist im Hause seiner Eltern in Baltimore, Maryland. Mittlerweile lebt er jedoch in Los Angeles, wo er sich seiner Band The Black List Club widmen kann. Außerdem hat seine Plattenfirma Sire Records, und der dazugehörige Mutterkonzern Warner Brothers, dort ihren Hauptsitz.

## Bands
Evan spielte in folgenden Bands:
- The Suburbanites (Schlagzeug)
- Spinfire (Gitarre, Sänger, Songwriter)
- Band von Avril Lavigne (Gitarre, Backup Vocals, Co-Writer)
- Ditch Ruxton (Gitarre, Sänger, Songwriter)
- The Black List Club (Sänger, Gitarrist, Songwriter)